# Centrale elettronucleare Phénix

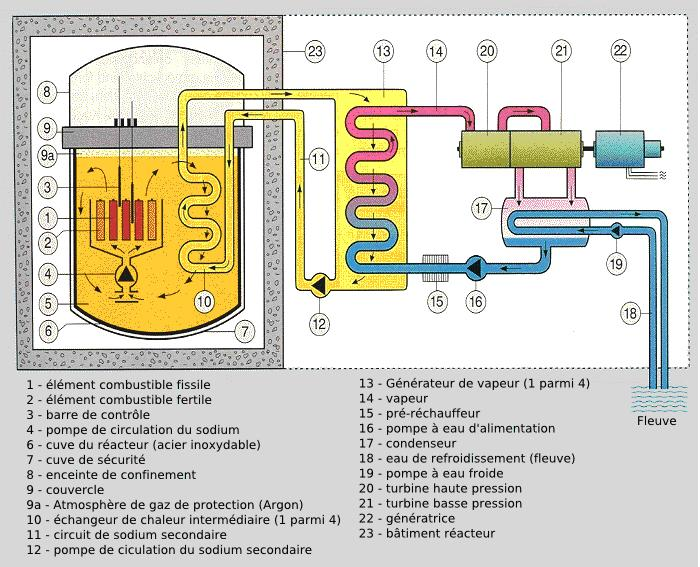
Schema di un reattore a neutroni rapidi raffreddato al sodio, quale è Phénix

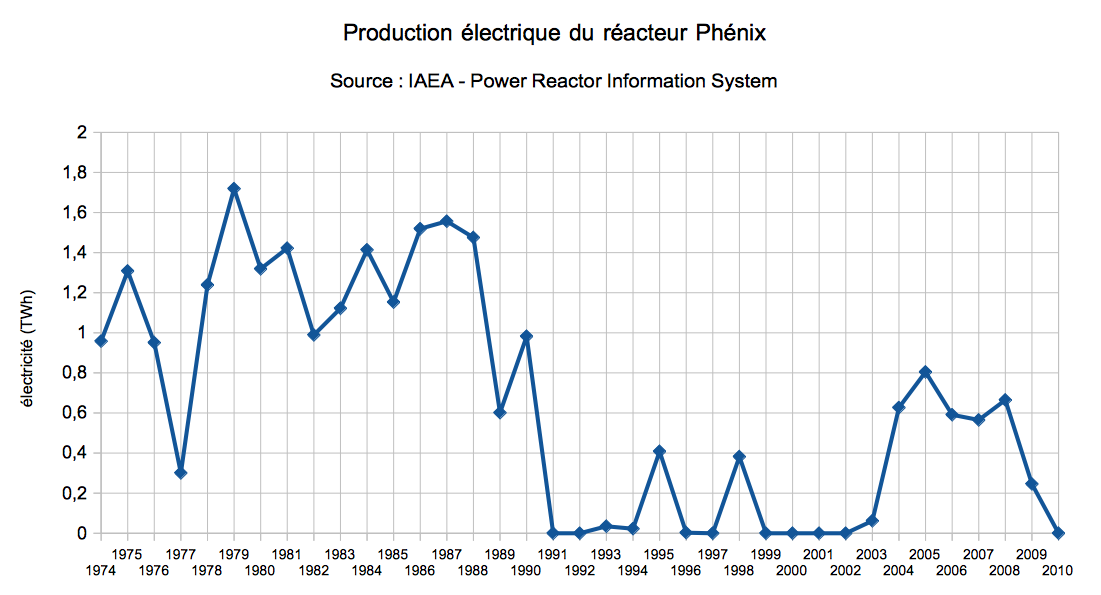
Produzione di elettricità del reattore Phénix (1974-2010)

Phénix era una centrale elettrica dotata di un unico reattore nucleare prototipo dimostrativo elettrogeno della filiera dei reattori a neutroni rapidi raffreddati al sodio (RNR-Na); essa era situata al centro CEA di Marcoule sul sito nucleare di Marcoule, sul territorio del comune di Chusclan (Gard), a 30 km a nord di Avignone.
Il reattore Phénix – installazione nucleare di base (INB) nº 71 – aveva una potenza originaria di 563 MWt (250 MWe), ha prodotto energia elettrica per 35 anni, smise di produrre energia elettrica nel 2009 e l'impianto venne poi spento nel 2010.
Phénix era un reattore nucleare sperimentale elettrogeno delle filiere dei reattori a neutroni rapidi e autofertilizzanti, del tipo reattore nucleare veloce autofertilizzante (FBR / RNR(S)), del modello reattore nucleare veloce al sodio (SFR / RNR-Na).
Esso era quindi un reattore che generava da solo il suo combustibile – il plutonio-239, partendo dall'uranio-238 – utilizzando come fluido di lavoro e di raffreddamento il sodio liquido; esso aveva un tasso di auto-rigenerazione di 1,15 ovvero produceva il 15% di plutonio in più di quanto ne consumava.
Il nome del reattore proviene dal mitico uccello Fenice – che in francese si scrive «Phénix» – che rinasce dopo la morte dalle sue ceneri, come il nuovo combustibile nucleare al plutonio proviene dalle «ceneri» del combustibile usato.

## Storia

### Cronologia
- 31 dicembre 1969: data del decreto che autorizza il CEA a creare la centrale[4]
- 1º novembre 1968: data di inizio della costruzione
- 31 agosto 1973: data della prima criticità
- 13 dicembre 1973: data della connessione alla rete elettrica
- 14 luglio 1974: data dell'inizio delle operazioni commerciali
- 6 marzo 2009: data di arresto della produzione di elettricità
- 1º febbraio 2010: data dell'arresto permanente
- 5 giugno 2016: data del decreto che autorizza il CEA a procedere alle operazioni di smantellamento[5]

### Costruzione
Nel febbraio 1968, i lavori preliminari iniziano sul sito di costruzione, il cantiere è aperto nell'ottobre 1968. Nel 1969, è siglato il protocollo di accordo tra CEA ed EDF per la costruzione e la gestione comune della centrale, i costi sono ripartiti all'80% per il CEA e al 20% per EDF. Questo protocollo di accordo sarà rispettato integralmente per più di 40 anni, fino all'arresto del reattore.

### Operatività
I 35~36 anni di funzionamento di Phénix corrispondono a 4 fasi:
1. dal 1974 al 1990, fase di funzionamento e di dimostrazione per la filiera,
2. dal 1990 al 1993, fase di investigazione a seguito di arresti automatici a causa di reattività negativa (AU/RN),
3. dal 1994 al 2002, fase di ammodernamento,
4. dal 2003 al 2009, fase di funzionamento finale a 2/3 della potenza.

Il fattore di disponibilità di energia è stato del 46,3%, il fattore di operatività del 41,2% e fattore di carico del 40,5%. Queste cifre particolarmente basse si spiegano con i lunghi periodi di indisponibilità, dovuti a problemi politici, amministrativi o tecnici o a spegnimenti temporanei o a lavori sul reattore; in particolare tra il 1991 e il 2003 il reattore è stato sostanzialmente all'arresto ed ha prodotto solamente 504,1 GWh.
Durante la prima fase, Phénix ha funzionato 3 800 giorni equivalenti a piena potenza. L'installazione ha dimostrato che il ciclo del combustibile nucleare può essere chiuso per il riciclaggio del plutonio tre volte. La fertilizzazione del plutonio è dimostrata, con un fattore di 1,15. Alcuni assemblaggi di combustibile nucleare hanno potuto raggiungere 144000 MWd/t di burnup, da comparare con i 43000 MWd/t medi dei reattori ad acqua pressurizzata. Sulle 170 000 cartucce di combustibile utilizzate, solo 15 rotture di guaine si sono registrate. La prima fase di funzionamento di Phénix è considerata un successo.
Nella prima fase (1974-1990), durante la quale Phénix ha funzionato senza interruzioni ed a piena potenza, il reattore ha prodotto 20029,34 GWh di elettricità, con una media annuale di 1178,20 GWh.
Più precisamente, il reattore ha funzionato con una potenza di 233 MWe tra il 1974 e il 1996, producendo in media di 873,45 GWh di energia all'anno, con un picco massimo nel 1979 di 1719 GWh. Mentre dal 1997 al 2009 il reattore ha funzionato con una potenza di 130 MWe, producendo in media di 303,24 GWh di energia all'anno, con un picco massimo nel 2005 di 804,53 GWh.
Nel 2009 (ultimo anno di funzionamento), il reattore ha prodotto 245,99 GWh di elettricità, ma la media annuale degli ultimi cinque anni si attesta piuttosto su 574,25 GWh, mentre la media annuale 1974-2009 è stata di 667,54 GWh.
Durante il funzionamento di Phénix sono stati usati 520 assemblaggi di combustibile nucleare, che hanno prodotto 4,4 t di plutonio, delle quali 3,3 t sono state riutilizzate per fabbricare degli assemblaggi che sono stati bruciati nel reattore; il tasso di fertilizzazione o auto-rigenerazione misurato dal CEA è stato di 1,16. Questo tasso del 16% significa che alla fine di 6 riciclaggi di combustibile si poteva avere abbastanza plutonio per fabbricare del combustibile nucleare supplementare.
Phénix ha poi funzionato unicamente come reattore d'irradiazione per degli studi sul trattamento dei rifiuti radioattivi a lunga vita (trasmutazione), dal maggio 2009 al febbraio 2010, data dello shutdown permanente.

### Eventi
Nel corso del suo funzionamento e anche a causa del fatto che si trattava di un reattore sperimentale, Phénix ha avuto diversi eventi nucleari minori:
- 5 reazioni sodio-acqua, dovute a fissurazioni e corrosione,
- 32 fughe di sodio dal reattore, dovute a problemi di fabbricazione, di progettazione, di materiali, di fissurazioni termiche, di corrosione o di errori umani,
- 15 rotture di guaine (fino al 1988).

Sono state registrate alcune anomalie al livello 1 della scala INES:
- 13 giugno 2000: un versamento di olio nel circuito primario del reattore;
- 7 dicembre 2000: una dichiarazione di anomalia relativa alla conformità dei servomotori;
- 12 novembre 2001: un errore di funzionamento di una pompa per lo svuotamento delle cisterne;
- 5 maggio 2002: dei disfunzionamenti, avvenuti nel 2000, nella gestione di EDF delle fonti radioattive utilizzate nel sistema di misura della radioattività della centrali nucleari;
- 18-19 luglio 2003: un superamento della temperatura massima autorizzata in entrata negli scambiatori di calore intermedi;
- 12 dicembre 2004: un errore nell'applicazione di una procedura durante il riavviamento del reattore;
- 13 dicembre 2005: un'anomalia di regolazione delle soglie nella procedura di riavviamento del reattore;
- 17 ottobre 2006: un'anomalia di regolazione delle soglie nel sistema di detezione delle reazioni acqua-sodio;
- 10 maggio 2007: un superamento della velocità massima autorizzata di riscaldamento del sodio nel circuito principale;
- 10 ottobre 2007: una indisponibilità della funzione di svuotamento del circuito secondario di sodio;
- 26 febbraio 2008: un errore nel posizionamento delle barre di controllo durante una divergenza del reattore;
- 12 marzo 2008: una indisponibilità dei detettori antincendio;
- 5 giugno 2018: un non rispetto di una regola di sicurezza durante uno spostamento di combustibile;
- 29 agosto 2018: una sottostima della massa di materia fissile in due campioni di guaina di combustibile.

### Chiusura
Nel 1994 si decise di prolungare la durata di vita del reattore per permettergli di effettuare i test sulla trasmutazione previsti dalla legge nº 91-1381 del 30 dicembre 1991 relativa alle ricerche sulla gestione dei rifiuti radioattivi (detta loi Bataille). Dei lavori si sono resi necessari essenzialmente per la messa a norma del reattore alle nuove norme antisismiche e nel 2003 il reattore è stato riavviato per effettuare gli ultimi 6 cicli, autorizzati dalla DSIN (dal 2006 ASN), per realizzare il programma sperimentale di irradiazione per degli studi sulla trasmutazione e sul trattamento dei rifiuti radioattivi a lunga vita.
La chiusura del reattore Phénix era programmata per la fine del 2004, alla fine il reattore produsse energia elettrica fino al 6 marzo 2009 e lo shutdown permanente avvenne il 1º febbraio 2010.
Phénix era gestito da un'associazione tra CEA (80%) ed EDF (20%), che sarà poi sciolta il 31 dicembre 2009. I lavori di smantellamento della centrale sono a carico del CEA; in contropartita EDF ha preso in carico lo smantellamento della centrale nucleare di Brennilis, che era gestita congiuntamente da CEA ed EDF (50% / 50%).
Come evoluzione del Phénix, venne costruito il reattore Superphénix, impianto che nella sua vita ha dimostrato di avere ancora più problemi politici ed amministrativi piuttosto che tecnici, tanto da essere stato chiuso nel 1998, molto in anticipo sulla sua vita prevista (Superphénix era previsto funzionasse fino al 2015). Il Phénix è stato infatti un modello intermedio fra il reattore Rapsodie (1967-1983) e Superphénix (1984-1998) e, dopo la chiusura di quest'ultimo, Phénix è rimasto l'ultimo reattore nucleare veloce autofertilizzante che ha continuato a funzionare in Francia.
Il CEA ha iniziato nel 2010 a lavorare su un nuovo reattore a neutroni veloci: ASTRID (Advanced Sodium Technological Reactor for Industrial Demonstration), un dimostratore tecnologico per i reattori nucleari di quarta generazione, da realizzare sempre sul sito nucleare di Marcoule.

## Schema e dettagli tecnici
Il progetto scelto per Phénix è stato quello di un "reattore integrato" (le tre grandi componenti del circuito primario – pompe, barre di controllo e scambiatori di calore – sono inseriti nella "piscina" principale, che contiene 820 t di sodio) con tre cicli secondari. Questi avevano tre generatori di vapore modulari che permettevano di produrre il vapore acqueo necessario al funzionamento della turbina. Il circuito acqua-vapore produceva in maniera classica dell'elettricità attraverso una turbina a vapore (da 250 MWe, che era il modello scelto all'epoca per le centrali nucleari termiche). Tra i due era inserito un circuito secondario di sodio non contaminato, in modo da separare i rischi chimici legati al sodio dai rischi radioattivi del circuito primario.
Il reattore può essere suddiviso in tre parti principali:
- il bâtiment reacteur, che contiene 3 pompe di sodio primarie, 6 barre di controllo (+ 1 di arresto) e 6 scambiatori di calore intermedi,
- il bâtiment des générateurs de vapeur, con tre circuiti secondari, che contiene con la pompa di sodio secondaria e il generatore di vapore,
- il bâtiment des installations de production d'électricité, che contiene la turbina a vapore, l'alternatore e la pompa di alimentazione d'acqua fredda (proveniente dal Rodano).

Phénix era un reattore originariamente di 563 MWt di potenza termica e di 250 MWe di potenza elettrica lorda, entrambe nominali (233 MWe netta). Dal 1997, la potenza è stata ridotta rispettivamente a 345 MWt di potenza termica e a 142 MWe di potenza elettrica lorda, entrambe nominali (130 MWe netta).
Il rendimento termoidraulico originario era del 44%, a causa delle temperatura elevata in uscita dal nocciolo (560 °C); un reattore nucleare ad acqua pressurizzata della stessa epoca aveva un rendimento di circa il 30%.
Il reattore è composto da una "piscina" contenente sodio liquido radioattivo, che ha la funzione di asportare il calore prodotto dal nocciolo con temperatura in uscita di 560 °C e di cederlo, tramite uno scambiatore di calore intermedio, ad un secondo circuito al sodio molto meno radioattivo che arriva a 550 °C e quindi in un generatore di vapore, che surriscalda a 510 °C e a quasi 17 MPa una turbina a vapore, con ciclo Hirn molto più efficiente (rendimento del 45,3%), poiché è più simile a quello di una centrale termoelettrica, che non al ciclo di Rankine degli attuali reattori nucleari ad acqua (rendimento 32-33%).